# منتخب لبنان لكرة السلة للسيدات
منتخب لبنان الوطني لكرة السلة للسيدات هو فريق لبنان الوطني الذي يمثل لبنان في مسابقات كرة السلة العالمية للسيدات.

## بطولة آسيا
لعب لبنان في ثلاث بطولات لكأس آسيا لكرة السلة للسيدات حيث احتل المركز الخامس في بطولة آسيا للسيدات 2011.

## الألعاب العربية
فاز فريق السيدات اللبناني بأول مسابقة للألعاب العربية في كرة السلة عام 2004 والتي أقيمت في الجزائر، وحقق لقبه الثاني في قطر عام 2011. 

## الفريق الحالي
قائمة كأس آسيا لكرة السلة للسيدات 2017 ‏ . 

## روابط خارجية
- موقع الاتحاد اللبناني لكرة السلة
- FIBA الملف الشخصي